# عبد الرحمن عزي
عبد الرحمن عزي أكاديمي وباحث إعلامي جزائري.

## حياته
ولد عام 1954 بقرية بني ورثيلان، وانتقل إلى البليدة حيث درس في ثانوية عمر بن الخطاب، حصل بعدها على شهادة الليسانس في الصحافة عام 1977 من جامعة الجزائر. وتأتي مرحلة سفره إلى أمريكا فيما بين 1977 إلى غاية 1985 دارسا وأستاذا بإحدى جامعاتها بمثابة الحافز الذي سجل حضور نظريته الحتمية القيمية للإعلام أو كما يسميها هو مجازيا بالحتمية النظرية القيميّة  ، حيث أحدث هذا السفر صدمة استفاقة لديه للنهل من المنابع الغربيّة ومن مختلف مدارسها وخاصة الاجتماعية منها التي تنبع من منابع الفكر الفلسفي الغربي، هذا النهل سيكون له الواقع الإبستيمولوجي في تكون نظرية «الحتمية القيمية للإعلام» لديه حيث بدأت رحلته إلى هذه النظرية بقراءاته المتأنية لنظريات الاتصال السائدة آنذاك.

## مؤلفاته
- قراءات في نظرية الاتصال من إصدار مركز دراسات الوحدة العربية
- الإعلام وتفكك البنيات القيمية في المنطقة العربية والإسلامية، من إصدار الدار المتوسطية للنشر ومؤسسة محمد بن راشد آل مكتوم
- حفريات في الفكر الإعلامي القيمي: مالك بن نبي، الوثيلاني، النورسي، صن تسو، من إصدار الدار المتوسطية للنشر
- منهجية الحتمية القيمية في الإعلام ومقياس ع، س، ن للإعلام والقيم من إصدار الدار المتوسطية للنشر

و صدرت ثلاث كتب عن نظرية الحتمية القيمية في الإعلام من إسهام عدة أساتذة وطلبة دراسات عليا- كما عقد أربع مؤتمرات وطنية ودولية بن حول تلك النظرية بجامعة الأمير عبد القادر بقسنطينة وجامعة مستغانم
ويمكن زيارة موقع د. عبد الرحمن عزي عن نظرية الحتمية القيمية في الإعلام الذي يظهر في المراجع.

## وصلات خارجية
2. موقع نظرية الحتمية القيمية في الإعلام. 